# Anne d’Arpajon

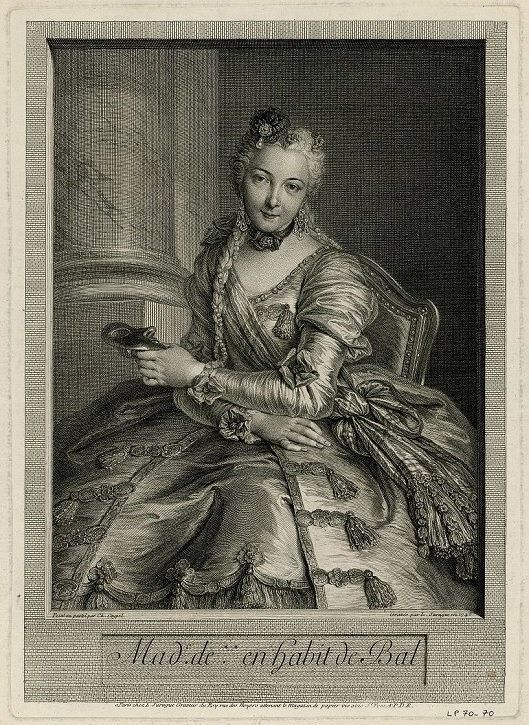
Anne d’Arpajon (1746), Grafik von Pierre Louis Surugue nach Charles Antoine Coypel

Anne-Claude-Louise d’Arpajon (* 4. März 1729 in Arpajon; † 27. Juni 1794 in Paris), durch Heirat Comtesse de Noailles, Princesse de Poix und Duchesse de Mouchy, war eine französische Adlige und Première dame d’honneur der französischen Königinnen Maria Leszczyńska und Marie Antoinette.

## Leben

### Familie
Anne Claude Louise d’Arpajon war die letzte Vertreterin einer der hochrangigsten Familien aus der Rouergue. Ihr Vater, Louis de Sévérac, Marquis d’Arpajon hatte 1720 das Marquisat von Saint-Germain-lès-Châtres gekauft. Vom Regenten Philippe d’Orléans war ihm daraufhin das Privileg verliehen worden, der Kernstadt seinen Namen zu geben, die seitdem Arpajon heißt. Annes Mutter Anne-Charlotte Le Bas de Montargis war Hofdame der Duchesse de Berry, der Tochter des Regenten, gewesen.
Anne d’Arpajon stammte in direkter Linie von dem Architekten Jules Hardouin-Mansart ab, der unter anderem Bauleiter in Versailles war.
Am 27. November 1741 heiratete Anne d’Arpajon in Versailles Philippe de Noailles, duc de Mouchy, den späteren Marschall von Frankreich. Aus der Ehe entstammten sechs Kinder, von denen drei das Erwachsenenalter erreichten.

### Première dame d’honneur
Ab 1763 war Anne d’Arpajon die Première dame d’honneur der französischen Königin Maria Leszczyńska bis zu deren Tod 1768. Da sie für ihre Qualitäten sehr geschätzt wurde, wurde sie zwei Jahre später zur dame d’honneur der neuen Dauphine Marie Antoinette von Österreich ernannt. Sie war zudem Teil der Delegation, die Marie Antoinette an der Grenze empfing, als diese mit 14 Jahren das erste Mal Fuß auf französischen Boden setzte.
Die Gräfin von Noailles hatte die Aufgabe, darauf zu achten, dass sich die Dauphine gut an die Sitten und Gebräuche am Versailler Hof anpasste und diese respektierte. Obwohl sie selbst stets am Protokoll festhielt, gelang es ihr jedoch nicht, der jungen und impulsiven Marie Antoinette deren repräsentative Aufgaben zu vermitteln. Deshalb stand sie später nicht in der Gunst Marie Antoinettes, die das Gefühl hatte, nicht alles erfüllen zu können, was von ihr gewünscht wurde. Marie Antoinette gab Anne d’Arpajon den Spitznamen Madame l’étiquette. Als Marie Antoinette 1774 französische Königin wurde, entfernte sie Anne d’Arpajon von ihrer Seite. Gemeinsam mit Mesdames, den Töchtern Ludwigs XV., schloss sich die Gräfin von Noailles daraufhin zu einer Gruppe Adliger zusammen, die in Opposition zur Königin standen.

### Französische Revolution
1789 wurden ihre beiden Söhne in die Generalstände gewählt. Der jüngere von beiden, Louis-Marie, zeichnete sich durch seinen Enthusiasmus für die Abschaffung der Feudalrechte aus. Die Radikalisierung der Revolution zwang beide Söhne schließlich zur Auswanderung.
Anne d’Arpajon und ihr Ehemann, die in Frankreich geblieben waren, wurden daraufhin aufgrund des Gesetzes über die Verdächtigen als Eltern von mutmaßlichen Emigranten und Verdächtigen selbst verdächtigt, widerständigen Priestern geholfen zu haben. Sie wurden in Mouchy festgenommen und inhaftiert. Am 27. Juni 1794 wurden sie schließlich in Paris mit der Guillotine hingerichtet. Ihre Leichname wurden in das Massengrab am Cimetière de Picpus verscharrt.

## Ehe und Nachkommen
Aus ihrer Ehe mit Philippe de Noailles, duc de Mouchy hatte Anne d’Arpajon sechs Kinder, von denen drei das Erwachsenenalter erreichten:
- Louise-Charlotte de Noailles (1745–1832), Hofdame der Königinnen Maria Leszczyńska und Marie-Antoinette von Österreich, ⚭ Emmanuel Céleste de Durfort (1741–1800), Duc de Duras
- Charles-Adrien de Noailles (*/† 1747), prince de Poix
- Louis-Philippe de Noailles (1748–1750), prince de Poix
- Daniel-François-Marie de Noailles (1750–1752), marquis de Noailles
- Philippe-Louis de Noailles (1752–1819), prince-duc de Poix und duc de Mouchy
- Louis-Marc-Antoine de Noailles (1756–1804), vicomte de Noailles

## Film
- Judy Davis in Marie-Antoinette, 2006, Regie: Sofia Coppola
- Cora Witherspoon in Marie-Antoinette, 1938, Regie: W. S. Van Dyke
- Hélène Vincent in Marie-Antoinette – Reine d'un seul amour (TV Les Jupons de la Révolution), 1988 von Caroline Huppert